# Судьба (роман)
«Судьба́» — роман советского писателя Петра Проскурина, написан и опубликован в 1972 году, раскрывающий в судьбах своих героев судьбы народные, динамику исторических событий эпохи строительства социализма и Великой Отечественной войны 1941—1945, стал одним из заметных произведений 1970-х годов.

## Награды
- 1974 — Государственная премия РСФСР.

## Время и место действия
Основные события романа происходят в деревне Густищи Зежского района Холмской области, а также в городах Зежск и Холмск (названия населённых пунктов вымышленные). Подразумевается территория Севского района Брянской области, малая родина писателя.
Первая книга романа — «Любовь земная»; время действия с осени 1932 года до конца 1930-х гг. Вторая книга — «Не отринь»; время действия с июля 1941 до весны 1943 года. Эпилог — «Песня берёз»; время действия с августа 1943 до осени 1944 года. 
Роман повествует о судьбе многочисленных персонажей на фоне становления колхозов в СССР, событий Великой Отечественной войны и в первый год после освобождения Брянской области от немецких войск.

## Центральные персонажи
- Захар Тарасович Дерюгин, в начале 30-х годов председатель колхоза
- Ефросинья Павловна, жена Захара Дерюгина
- Алёна, дочь Захара Дерюгина
- Мария Акимовна Поливанова, любовница Захара Дерюгина
- Тихон Иванович Брюханов, друг и однополчанин Захара Дерюгина по Гражданской войне, секретарь райкома партии, позже  — секретарь обкома партии
- Семён Емельянович Пекарев, главный редактор областной газеты, член бюро обкома партии
- Родион Густавович Анисимов, председатель сельсовета, позже —  председатель райторга, скрытый враг советской власти
- Фёдор Михайлович Макашин, сын раскулаченного и выселенного на Соловки Михаила Макашина, предатель во время Великой Отечественной войны

## Экранизации
- «Любовь земная», СССР (1974)
- «Судьба», СССР (1977)